# Parmotrema dominicanum
Parmotrema dominicanum är en lavart som först beskrevs av Vain., och fick sitt nu gällande namn av Hale. Parmotrema dominicanum ingår i släktet Parmotrema och familjen Parmeliaceae.   Inga underarter finns listade i Catalogue of Life.